# Beauquesne
Beauquesne település Franciaországban, Somme megyében. Lakosainak száma 1341 fő (2022. január 1.). Beauquesne Terramesnil, Orville, Sarton, Beauval, Marieux, Puchevillers, Raincheval, Talmas és La Vicogne községekkel határos.

## Népesség
A település népességének változása:
| Lakosok száma | 1365 | 1381 | 1416 | 1339 | 1318 | 1325 | 1337 | 1333 | 1341 |
|               | 2013 | 2015 | 2016 | 2017 | 2018 | 2019 | 2020 | 2021 | 2022 |